# Vorsicht, Musik!
Vorsicht, Musik! war eine Musiksendung, die vom 11. Oktober 1982 bis zum 4. Januar 1984 mit insgesamt elf Folgen im ZDF lief.
Moderiert wurde die Sendung von Frank Zander. Die Moderation bezog ihren Witz aus dessen Dialog mit seinem Co-Moderator. Dieser wurde von einer Handspielpuppe in Form eines Hundes namens Herr Feldmann dargestellt. Gesprochen wurde dieser von Hugo Egon Balder, der frech und vorlaut war und Zander regelmäßig ins Wort fiel.
In Nachfolge der Sendung disco mit Ilja Richter wurde die Sendung ebenfalls im ZDF-Landesstudio Bayern in Unterföhring bei München aufgezeichnet. Ebenso führte Zander die Tradition der Pausensketche von Ilja Richter unter dem Motto Tips in allen Lebenslagen fort. Dabei spielte Frank Zander eine Doppelrolle. Als Rudi Rüpel führte er das Ge- bzw. Misslingen von Alltagssituationen vor, während er dieses Geschehen als Dr. Besserwiss in einem „wissenschaftlichen“ Vortrag kommentierte.
In Vorsicht, Musik! wurde auch Karaoke zum ersten Male einem breiten deutschen Fernsehpublikum bekannt gemacht. Die Zuschauer hatten im Themenblock Vorsicht, Video! die Gelegenheit, hierzu selbstgedrehte Videos einzusenden, von denen das beste prämiert wurde.
Die Folgen 1 & 2 sowie Folge 4 wurden im Jahr 2009 erstmals in 3sat wiederholt. Die überteuerten Lizenzrechte verhinderten seinerzeit jedoch die Wiederholung der restlichen acht Folgen, die mangels Veröffentlichung somit nur über den ZDF-Programmservice als Privatkopie auf einzelnen DVDs zum Preis von je 40 EUR bezogen werden können.
Im September 2012 wurden alle elf Folgen auf ZDFkultur erneut wiederholt.

## Musikalischer Inhalt
Als Hauptgegenstand neben Moderation und Umfeld charakterisierte sich die Sendung über die unten angeführte Musikauswahl. Sie bestand, ebenso wie ihre Vorgängersendung disco, aus Playback-Auftritten diverser deutscher und internationaler Bands und Sänger mit ihren Songs aus den Hitparaden. Sie war damit neben Musikladen und Bananas die einzige in Deutschland ausgestrahlte Fernseh-Musiksendung für junge Leute. Beide Sendungen fanden jedoch durch das 1983 neu begonnene Konkurrenzformat Formel Eins ihr Ende, das anstatt mit ausschließlich Live-Auftritten zum ersten Male mit dem Abspielen von Musikvideos eine größere Flexibilität und günstigere Produktionskosten aufwies.
Folge 1 – 11. Oktober 1982:
- Hubert Kah – Sternenhimmel
- Loretta Goggi – Pieno d’amore
- UKW – Ich will
- Roxy Music – Take a Chance with Me
- Haysi Fantayzee – John Wayne Is Big Leggy
- Roland Kaiser – Manchmal möchte ich schon mit dir
- Dieter Hallervorden – Bauernball im Hühnerstall
- F. R. David – Words
- Dschinghis Khan – Dudelmoser

Folge 2 – 13. Dezember 1982:
- Musical Youth – Pass the Dutchie
- Stefan Waggershausen – Bäng bäng
- KISS – I Love It Loud
- Kim Wilde – Child Come Away
- Wonder Dog – Ruff Mix
- Gianna Nannini – Latin Lover
- Orion – Look Me Up
- Spider Murphy Gang – Ich schau Dich an
- Shakin’ Stevens – I’ll Be Satisfied
- Boney M. – Zion’s Daughter

Folge 3 – 24. Januar 1983:
- Suzi Quatro – Heart of Stone
- Peter Cornelius – Bevor i geh
- Dave Dee – Okay
- Nena – 99 Luftballons
- Nickerbocker & Biene – Hallo Klaus (I wü nur z’ruck zu dir)
- Peter Schilling – Major Tom (völlig losgelöst)
- Renée and Renato – Save Your Love
- Culture Club – Do You Really Want to Hurt Me?
- Udo Jürgens – Lust am Leben
- Dave Dee – The Legend of Xanadu

Folge 4 – 7. März 1983:
- Ricchi e Poveri – Mamma Maria
- Nino de Angelo – Ich sterbe nicht nochmal
- Eurythmics – Love Is a Stranger
- Kiz – Die Sennerin vom Königssee
- Robert Sacchi – Jungle Queen
- Ultravox – Hymn
- Frl. Menke – Tretboot in Seenot
- Relax – Ja mei (Des derf doch net sei)
- Frida – To Turn the Stone

Folge 5 – 2. Mai 1983:
- UKW – Hey Matrosen
- Bernhard Brink – Dafür leb’ ich
- Geier Sturzflug – Bruttosozialprodukt
- Toto Cutugno – L’italiano
- Hubert Kah – Einmal nur mit Erika
- Veronika Fischer – Wir beide gegen den Wind
- Sweet Dreams – I’m Never Giving Up
- Wolfgang Petry – Wahnsinn
- Amanda Lear – Love Your Body
- Robin Gibb – Juliet

Folge 6 – 13. Juni 1983:
- Big Country – Fields of Fire
- Ronnie Milsap – Stranger in My House
- Frank Zander – Aerobiegsam
- Baron Longfellow – Sugar Sugar
- Spandau Ballet – True
- Hugo Egon Balder – Tanze mit mir in den Morgen
- Bonnie Bianco – Six Ways
- Barclay James Harvest – Just a Day Away
- Peter Schilling – Die Wüste lebt
- Kajagoogoo – Ooh to Be Ah

Folge 7 – 15. August 1983:
- New Edition – Candy Girl
- Jürgen Marcus – Die Sterne lügen nicht
- Mad – Mad for Dancing
- Nazareth – Where Are You Now?
- Niko – Am weißen Strand von Helgoland
- Shakin’ Stevens – It’s Late
- Hot Chocolate – What Kinda Boy You’re Looking For?
- Rose Laurens – Africa (Voodoo Master)
- F. R. David – I Need You
- Hollies – Stop in The Name of Love

Folge 8 – 12. September 1983:
- Stray Cats – Sexy and Seventeen
- Juliane Werding – Nacht voll Schatten
- Men Without Hats – The Safety Dance
- Markus – Ab und los
- Righeira – Vamos a la playa
- Kim Merz – Der Typ neben ihr
- Kensi-Kensu – Casanova
- Trio – Herz ist Trumpf
- Trans-X – Living on Video
- Helen Schneider – Price of Love

Folge 9 – 29. November 1983:
- Rolf und seine Freunde – Theo (Der Bananenbrotsong)
- Joachim Witt – Hörner der Nacht
- Spider Murphy Gang – Mir san a bayrische Band
- Gitte – Lampenfieber
- Dave Edmunds – Information
- Peter Cornelius – Es wird sei’, wie’s immer war
- Limahl – Only for Love
- Claudia Mori – Il prinzipe
- Peter Maffay – Nessaja
- La Compagnie Créole – C’est bon pour le moral

Folge 10 – 12. Dezember 1983:
- Die Crackers – Klassenfahrt zum Titisee
- Andreas Martin – Spuren, die der Wind verweht
- The Catch – 25 Years
- Mike Krüger – Bodo mit dem Bagger
- Air Supply – Making Love out of Nothing at All
- Cora – Istanbul
- Taco – Superphysical Resurrection
- Nino de Angelo – Jenseits von Eden
- Ryan Paris – Dolce Vita
- Steinwolke – Katharine, Katharine

Folge 11 – 4. Januar 1984:
- UB40 – Red Red Wine
- Stefan Waggershausen – Zu nah am Feuer
- Masquerade – Guardian Angel
- Bernhard Brink – Ich kämpfe um Dich
- Pino D’Angiò – Evelonpappa Evelonmamma
- Schrott nach 8 – Zuppa Romana
- Alice – Carthago
- Die Da – Der 3. Breitengrad
- Barclay James Harvest – Ring of Changes
- Frank Zander – Hurra, hurra, wir leben